# Voderup Klint
Voderup Klint er en 33 meter høj og ca et 3,5 km. lang klint på Ærø, som består af skredterrasser, der som kæmpemæssige trappetrin forbinder havet og den høje ø. 
Den 3½ km lange kyststrækning blev fredet i 1957, og i 1991 blev klinten yderligere klassificeret som et særligt landskabeligt/geologisk beskyttelsesområde.
Arealerne ejes af det offentlige for at sikre publikums adgang og for at dyrkningen af markerne, tilgodeser naturen mest mulig. Naturplejen består i kreaturgræsning i sommerhalvåret og ingen sprøjtning eller gødskning. 

## Geologi
Geologien er helt speciel ved Voderup Klint. Terrassedannelsen skyldes udskridninger, der er forårsaget af klintens specielle opbygning af det blågrønne cryprinaler, som ses nederst i klinten ved stranden. Lerlaget er fyldt med snegle og muslingeskaller, som vidner om, at det er aflejret i et varmt hav for 115.000-130.000 år siden. Vand, der siver ned gennem jorden, bliver standset af lerlaget. Er der tilstrækkelig med vand bliver leret så fedtet, at laget virker som et glideplan for jordlagene ovenover. Et af de store skred i klinten skete i 1834. Det sidste skred skete i 1980'erne. 

## Flora og fauna
Klinten vender mod syd og er et af de sydligste områder i Danmark og derfor varmere end gennemsnitlig i Danmark, hvilket giver stedet enestående muligheder for et rigt og varieret dyre-og planteliv. Den sjældne løbebille Stor guldløber blev i begyndelsen af maj 1996 observeret på Voderup Klint og har siden været en fast art i Danmark. Man regner med at Voderupbestanden er på ca. 250 biller.

## Turisme
Cykelrute nr. 91 går lige forbi Voderup Klint. Fynbus kører igennem Vindeballe, hvorfra der er godt en kilometer at gå. Der er WC og bænkeborde med panoramaudsigt ved P-pladsen, hvor der fører trapper ned til stranden, og det er muligt at gå langs med klinten både nede og oppe. 
Der kan fiskes langs klinterne ved Voderup. Der er varierende bundforhold med dybt vand tæt ind til kysten. 